# Cima Mongioia
La Cima Mongioia (3.340 m s.l.m. - detta anche Monte Riouburent) è una montagna delle Alpi Cozie situata lungo il confine tra l'Italia e la Francia. In francese è nota come Bric de Rubren o Grand Rubren.

## Caratteristiche

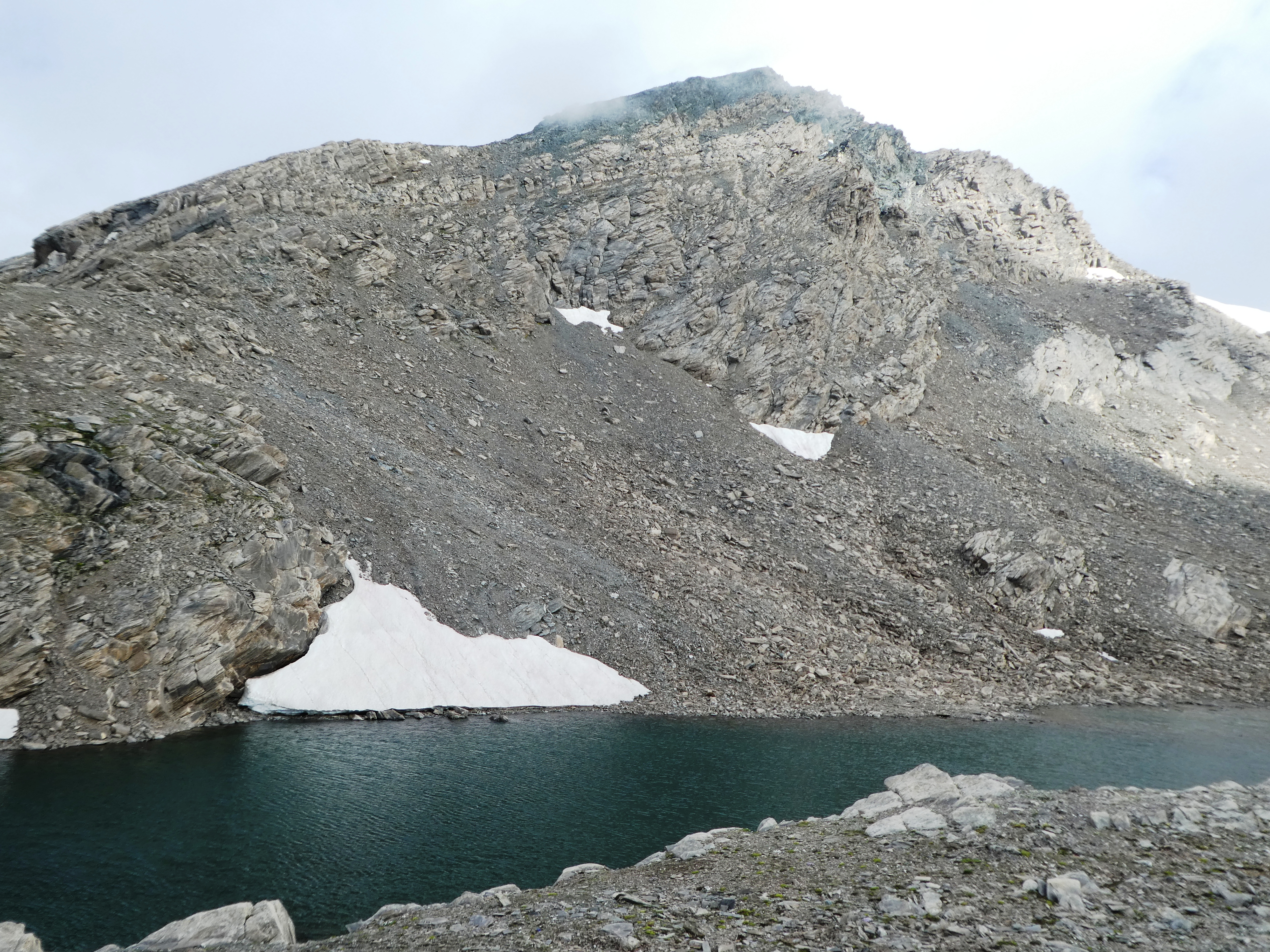
La Cima Mongioia ed il Lago Mongioia.

Dal versante italiano la vetta è posta alla testata della valle Varaita di Bellino. Dal versante francese si colloca al fondo della valle dell'Ubaye.
Dalla vetta si diramano tre creste:
- verso NO, una cresta secondaria che costituisce lo spartiacque tra i francesi Vallon du Loup e Vallon de Rubren
- verso S, la cresta di confine che raggiunge il Passo Mongioia e prosegue verso il Monte Giuep
- verso E, la cresta di confine prosegue in direzione del Passo di Salza e del Monte Salza

Il versante occidentale (verso il Vallon de Rubren) è costituito da un pendio detritico; gli altri versanti sono costituiti da pareti rocciose più o meno scoscese.
Dal punto di vista geologico, l'intera cima, a partire dal pianoro del Lago del Mongioia, appartiene al complesso dei calcescisti ofiolitiferi del Giurassico-Cretaceo, fortemente scistosi, con piani di scistosità notevolmente inclinati rispetto all'orizzontale (45° ed oltre). In prossimità della vetta vi è un settore di serpentiniti, serpentinoscisti, cloritoscisti e scisti attinolitici..

### Storia
Il monte Riouburent viene citato da William Mathews come la cima più alta delle Alpi Marittime (secondo Mathews, era il Monviso a separare le Alpi Marittime dalle Alpi Cozie).
Il primo tentativo di salita risale al 1823, da parte del topografo militare francese Loreilhe, che però non riuscì ad arrivare in vetta. Un secondo tentativo documentato (ed il primo di cui si abbia una descrizione esaustiva) si ebbe nel 1875 da parte di François Arnaud, che pure non riuscì ad arrivare in cima.
La vetta di Cima Mongioia fu raggiunta per la prima volta il 20 luglio 1878 da Paul Agnel e Joseph Risoul.

## Via normale

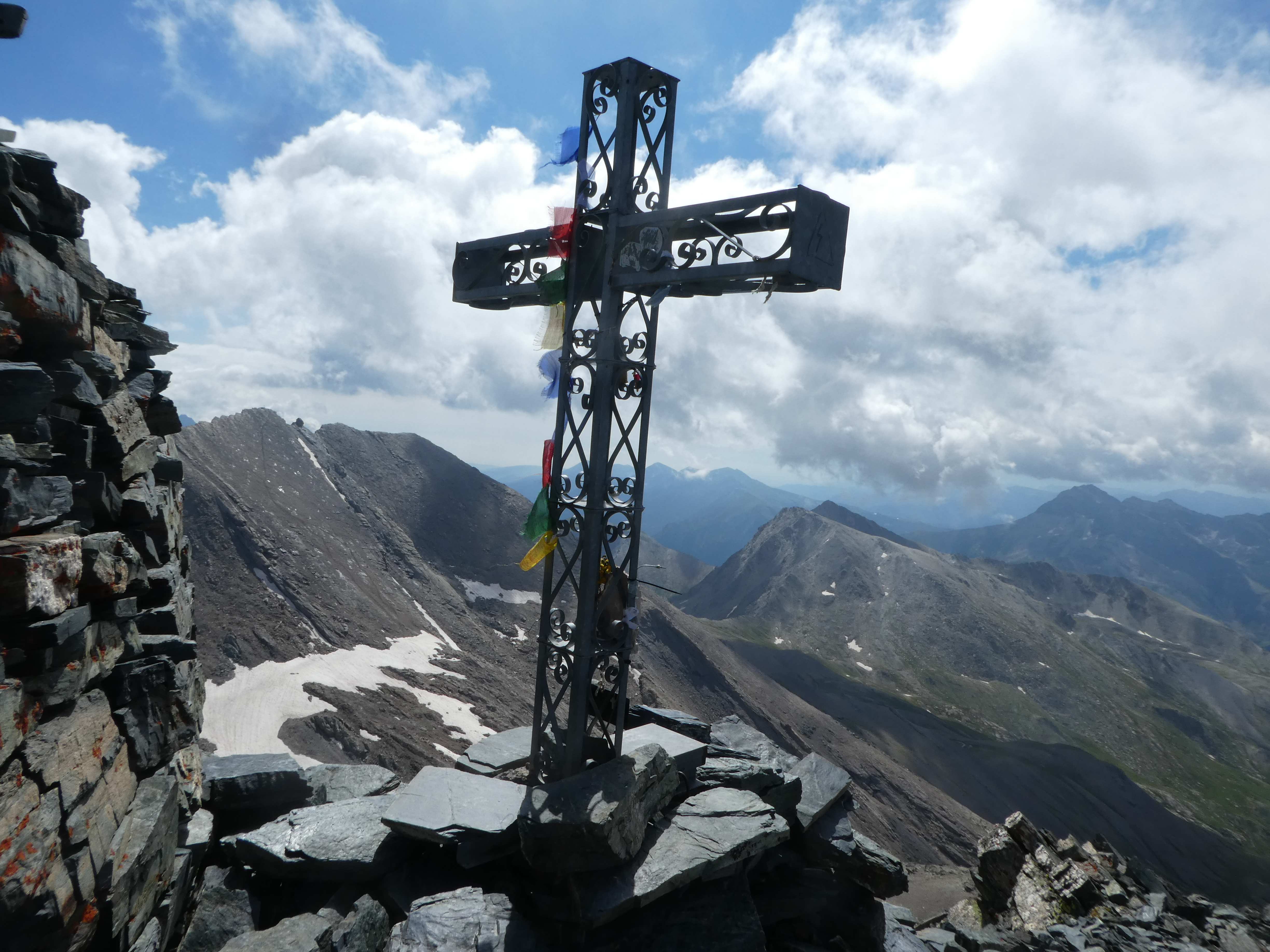
La croce di vetta.

Dal versante italiano si può salire in vetta partendo dalla frazione Sant'Anna nel comune di Bellino (1.850 m). Si segue dapprima il sentiero U26, poi il sentiero U67 fino al bivacco Franco Boerio al lago Mongioia (3.089 m). Da qui si risale per tracce di sentiero tenendosi poco sotto la cresta; quasi in cima, c'è da superare con elementare arrampicata un facile saltino roccioso, dopodiché si raggiunge per traccia di sentiero la vetta, dove si trovano una croce in traliccio metallico ed un caposaldo topografico (4-4.30 h da Sant'Anna di Bellino).
In alternativa, si può raggiungere il Lago Mongioia risalendo il Vallon du Loup e passando dal Passo di Salza.